# Barokní most (Náměšť nad Oslavou)
Barokní most v Náměšti nad Oslavou je obloukový silniční most se sochařskou výzdobou Josefa Winterhaldera staršího ze 40. let 18. století. Most je někdy nazýván, stejně jako jiné mosty se sochami, „malý Karlův most“. Nechal jej vystavět majitel náměšťského zámku Václav Adrian z Enckenvoirtu.
Most se objevil ve filmech Císař a tambor, Dědictví, Přijeď si pro mě, tady straší a v seriálu Strážce duší.

## Stavební popis
Most byl postaven přes řeku Oslavu a má přímý nelomený půdorys, je dlouhý 62 metru a široký 8 metrů. Mostovka je mírně vyklenutá a most tak dosahuje nejvyšší výšky 6,2 metru. Zábradlí mostu má šířku 0,5 metru, tři trojúhelníkové pilíře jsou široké 2 metry a jsou spojeny eliptickými klenebními oblouky. Rozpětí největšího oblouku je 10 metrů, výška 5 metrů. Na mostě bylo postaveno celkem 20 soch z mušlového vápence.

## Historie
Most byl postaven až po roce 1733, kdy zemřel majitel náměšťského panství Jan Filip Werdenberk, dědickým majitelem se stal Václav Adrian z Enckevoirtu a ten pak dal podmět k jeho výstavbě. Výzdoba mostu byla již v patronaci dalších majitelů panství, jimiž byli Marie Františka a Hanuš Leopold z Kufštejna, byli velmi zbožní a nechali tak most osadit dvaceti sochami svatých a andělů, soubor měl být dokončen v roce 1744. O dva roky později bylo náměšťské panství koupeno rodem Haugwitzů, v roce 1812 byl most poškozen červencovou povodní a Jindřich Vilém III. Haugwitz jej nechal opravit. Most poškozovaly také ledové kry.
Most byl později rekonstruován ještě v roce 1907 (Hořická sochařská škola) a znovu v roce 1932 pod vedením brněnského sochaře Josefa Axmanna. Během 2. světové války byly sochy ukryty a 9. května 1945 byl most odminován a vstoupila po něm do města sovětská armáda. Další rekonstrukce čekala most v až roce 1984, přičemž byly restaurovány i sochy a zhotoveny jejich kopie, originály byly poté umístěny na zámek, na podzemního sálu zvaného Luteránka. Při velké povodni v roce 1985 nebyl most výrazněji poškozen a již o rok později byl dokončen nový most přes řeku Oslavu a veškerá silniční doprava byla svedena na něj.
Další rekonstrukce mostu tak proběhla až v roce 1989 a byla dokončena o tři roky později.
V roce 2019 bylo oznámeno, že most je i přes nedávnou rekonstrukci v havarijním stavu. Původní rekonstrukce byla provedena umístěním železobetonové desky překlenující kamenné oblouky. Ta se pohybuje dle počasí a poškozuje tak most. Město uvedlo, že rekonstrukce by měla být zahájena v roce 2020. Sochy ze zábradlí mostu budou při rekonstrukci sundány. Na začátku roku 2020 by mělo město vědět, zda získá na opravu mostu dotaci Ministerstva kultury ČR, ta by měla uhradit 50 % ceny rekonstrukce. Celková cena rekonstrukce je plánována na 14 milionů Kč. Město není schopno uhradit celkovou částku v jednom roce a tak by rekonstrukce měla proběhnout ve dvou letech. Měl by být rekonstruován most, zídky, podstavce soch a samotné sochy na mostě (betonové kopie originálů). Při rekonstrukci se ukázalo, že bude zmíněnou železobetonovou desku nutno naříznout a zmenšit, aby neničila dál konstrukci mostu.
V září roku 2020 byla rekonstrukce zahájena, podle získaných prostředků bude rozhodnuto, zda kopie soch na mostě budou restaurovány či vyrobeny nově. V prosinci roku 2020 byly sejmuty sochy z mostu a uloženy do depozitáře a prozkoumány památkáři a sochaři, jejich stav byl zhodnocen jako méně hrozivý, než se předpokládalo. Byla také odstraněna železná deska, která byla instalována při předchozí rekonstrukci. V dubnu roku 2021 byla dokončena oprava základové desky. Sochy byly rozděleny do skupin dle poškození a budou rekonstruovány postupně. Na konci roku 2021 byla rekonstrukce tělesa mostu dokončena. V roce 2024 byla opravena omítka na mostě, která začala vlhnout a opadat.

## Sochy na mostě
Na mostě bylo umístěno celkem 16 soch světců a 4 andělů vytvořených v letech 1737–1744. Bylo uváděno, že celý soubor byl vytvořen sochařem Josefem Winterhalderem starším, nicméně bylo prokázáno na základě formální analýzy a zachovaných skic, že se vlastnoručně podílel na vytvoření pouze části soch (jejichž počet kolísá mezi číslem 8–12). Zbytek figurální výzdoby, byl ale tvořen podle jeho návrhových modelů jinými autory z nichž největší podíl má český sochař Alexander Jelínek. Andělé na obou koncích, měli pomyslně chránit vstup do města a na samotném těle mostu jsou sochy světců jako nebeská armáda s patrony města a majitelů panství. V roce 1991 byly sochy sundány, přesunuty do náměšťského zámku a místo nich instalovány betonové kopie.